# Рєпін Володимир Олександрович
Володимир Олександрович Рєпін (рос. Владимир Александрович Репин; 19 липня 1989, м. Москва, СРСР) — російський хокеїст, захисник. Виступає за «Лада» (Тольятті) у Вищій хокейній лізі. Кандидат у майстри спорту.
Вихованець хокейної школи ЦСКА (Москва). Виступав за: ЦСКА (Москва), «Червона Армія» (Москва), «Лада» (Тольятті), «Динамо» (Балашиха).